# Blenina ephesioides
Blenina ephesioides är en fjärilsart som beskrevs av Arnold Pagenstecher 1886. Blenina ephesioides ingår i släktet Blenina och familjen trågspinnare. Inga underarter finns listade i Catalogue of Life.